# Provincias de Nueva Zelanda
Las provincias (provinces) de Nueva Zelanda fueron una unidad de subdivisión territorial entre 1841 y el 1 de noviembre de 1876, fecha en la cual la Ley de abolición de las provincias entró en vigor.
Tras la abolición las provincias pasaron a llamarse distritos provinciales (provincial districts). Su única función en la actualidad es determinar los límites geográficos del día festivo conocido como anniversary day, con la excepción de las islas Chatham, Northland y South Canterbury.

## 1841-1853
Cuando Nueva Zelanda se convirtió en una colonia separada de Nueva Gales del Sur en 1841, el decreto real estableció tres provincias:
- Nuevo Úlster (Isla Norte al norte del río Patea)
- Nuevo Munster (Isla Norte al sur del río Patea, más la Isla Sur)
- Nuevo Leinster (Isla Stewart/Rakiura)

En 1846 el Parlamento Británico aprobó la primera Constitución de Nueva Zelanda, que fue prácticamente suspendida según recomendación del Gobernador George Grey. Las únicas provisiones operativas eran relativas a la reforma de las provincias. Las provincias reformadas fueron:
- Nuevo Úlster (Toda la Isla Norte)
- Nuevo Munster (La Isla Sur y Isla Stewart/Rakiura)

Además, las provincias se separaron por primera vez del gobierno central.

## 1853-1876

### Creación
Las provincias se formaron por el Acta de Constitución de Nueva Zelanda de 1852. Esta acta estableció las primeras seis provincias de Auckland, Nueva Plymouth, Wellington, Nelson, Canterbury y Otago. Cada provincia tenía su propio cuerpo legislativo, llamado Consejo Provincial (Provincial Council), que elegía su propio Presidente (speaker) y Superintendente.
En las elecciones podían participar los varones mayores de 21 años que poseyeran rentas de más de 50 libras anuales. Las elecciones se celebraban cada cuatro años. El Acta de Constitución se reformó en 1856 para proveer el nombramiento de Superintendente suplente.
El acta también creó una Asamblea General que consistía en el Consejo Legislativo nombrado por el gobernador y la Cámara de Representantes, de elección directa. Estas provincias se constituyeron el 17 de enero de 1853 y las regulaciones que definían sus límites fueron publicadas oficialmente el 28 de febrero.
| Provincia      | Fecha de creación      | Formada a partir de | Fecha de disolución    | Razón                       |
| -------------- | ---------------------- | ------------------- | ---------------------- | --------------------------- |
| Auckland       | 17 de enero de 1853    | Nuevo Úlster        | 1 de noviembre de 1876 | Abolición de las provincias |
| Canterbury     | 17 de enero de 1853    | Nuevo Munster       | 1 de noviembre de 1876 | Abolición de las provincias |
| Hawke's Bay    | 1 de noviembre de 1858 | Wellington          | 1 de noviembre de 1876 | Abolición de las provincias |
| Marlborough    | 1 de noviembre de 1859 | Nelson              | 1 de noviembre de 1876 | Abolición de las provincias |
| Nelson         | 17 de enero de 1853    | Nuevo Munster       | 1 de noviembre de 1876 | Abolición de las provincias |
| Nueva Plymouth | 17 de enero de 1853    | Nuevo Úlster        | 1 de noviembre de 1876 | Abolición de las provincias |
| Otago          | 17 de enero de 1853    | Nuevo Munster       | 1 de noviembre de 1876 | Abolición de las provincias |
| Southland      | 25 de marzo de 1861    | Otago               | 5 de octubre de 1870   | Reunificada con Otago       |
| Wellington     | 17 de enero de 1853    | Nuevo Munster       | 1 de noviembre de 1876 | Abolición de las provincias |
| Westland       | 1 de diciembre de 1873 | Canterbury          | 1 de noviembre de 1876 | Abolición de las provincias |

### Abolición
Prácticamente desde su fundación, las provincias de Nueva Zelanda fueron objeto de debate político. En la Asamblea General aparecieron dos facciones: los "centralistas", que defendían un gobierno central fuerte y los "provincialistas", que defendían gobiernos regionales fuertes. Los centralistas de la Asamblea General consideraban que las provincias eran inherentemente egoístas y tendentes al clientelismo. Por ejemplo, en la construcción de ferrocarriles, tres de las provincias habían construido con diferente ancho de vía (tal y como sucedió en Australia): los Ferrocarriles Provinciales de Canterbury habían construido vía ancha, mientras que en Southland se había utilizado la estándar. Como resultado, la Ley de Obras Públicas de 1870 (Public Works Act) tuvo que estandardizar el ancho de vía, y el primer ferrocarril de Otago, la línea de Port Chalmers, se construyó con el nuevo estándar. El Tesorero de la Colonia (y después Premier) Julius Vogel lanzó su famoso programa de inmigración y obras públicas en la década de 1870, mediante un préstamo enorme de millones de libras para llevar a cabo importantes infraestructuras en carreteras, ferrocarriles y comunicaciones, todas ellas administradas por el gobierno central. Esto redujo notablemente el poder de las provincias. Las provincias fueron abolidas finalmente por la Ley de Abolición de las Provincias de 1876, durante el mandato del primer ministro Harry Atkinson. Las provincias dejaron de existir para los efectos de la ley el 1 de enero de 1877.

## Sustitución
Tras la abolición de las provincias, los gobiernos locares se convirtieron en electivos. La ley de condados de 1876 (Counties Bill) creó 63 condados a partir de las antiguas provincias. Los límites de las provincias sirvieron como zonas administrativas para el departamento de Educación establecido por la ley de educación de 1877 y para la administración de varios departamentos gubernamentales.

## Uso moderno de los antiguos nombres
Es importante mencionar que los distritos provinciales tienen límites diferentes a los de las actuales regiones, por ejemplo, la región de Manawatu-Wanganui está en su mayor parte en el distrito provincial de Wellington. 
Algunos de los nombres perduran en otros contextos, como los distritos administrativos de sanidad.